# 曼薩納雷斯 (卡爾達斯省)
曼薩納雷斯是哥倫比亞的城鎮，位於該國中部，由卡爾達斯省負責管轄，距離首府馬尼薩萊斯100公里，始建於1863年，面積244.7平方公里，海拔高度1,871米，2005年人口24,355。
5°15′N 75°10′W / 5.250°N 75.167°W